# 征服者级潜艇
“征服者”（波斯語：‎，羅馬化：Fateh）是伊朗设计的半重型潜艇。伊朗媒体报道称，征服者级潜艇可以在海面下200多米处停留近五周。